# Onna no ko tte.
Onna no ko tte. (女の子って。? lett. "Il figlio di") è un manga shōjo scritto e disegnato da Kanahei, serializzato sul Ribon della Shūeisha dal numero di ottobre 2011. Una serie di corti anime, basata sul manga e realizzata con Adobe Flash, è stata trasmessa in Giappone nel febbraio 2015.

## Media

### Manga
La serie, scritta e disegnata da Kanahei, ha iniziato la serializzazione sul numero di ottobre 2011 della rivista Ribon della Shūeisha. Il primo volume tankōbon è stato pubblicato il 15 marzo 2013 e al 24 giugno 2016 ne sono stati messi in vendita in tutto quattro.

#### Volumi
| Nº | Data di prima pubblicazione | Data di prima pubblicazione | Data di prima pubblicazione |
| Nº | Giapponese                  | Giapponese                  |                             |
| -- | --------------------------- | --------------------------- | --------------------------- |
| 1  | 15 marzo 2013               | ISBN 978-4-08-867261-8      |                             |
| 2  | 14 febbraio 2014            | ISBN 978-4-08-867312-7      |                             |
| 3  | 13 febbraio 2015            | ISBN 978-4-08-867355-4      |                             |
| 4  | 24 giugno 2016              | ISBN 978-4-08-867421-6      |                             |

### Anime
La serie televisiva anime di quattro episodi è andata in onda all'interno del programma per bambini Ohasuta dal 5 al 26 febbraio 2015.